# Alexander Haig
Alexander Meigs Haig, Jr. (sinh ngày 2 tháng 12 năm 1924 – 20 tháng 2 năm 2010) là một tướng nghỉ hưu 4 sao của Quân đội Hoa Kỳ đã làm Ngoại trưởng dưới thời tổng thống Ronald Reagan và Tham mưu trưởng Nhà Trắng dưới thời các tổng thống Richard Nixon và Gerald Ford. Năm 1973, Haig làm Phó tổng thàm mưu trưởng Quân đội  Lưu trữ ngày 15 tháng 11 năm 2011 tại Wayback Machine. Giai đoạn 1974–1979, Haig làm Tư lệnh tối cao Đồng Minh châu Âu (SACEUR), và làm tư lệnh mặc nhiên của các lực lượng Mỹ và NATO ở châu Âu. Haig là một cựu binh trong Chiến tranh Triều Tiên và Chiến tranh Việt Nam và là người nhận giải Distinguished Service Cross, huy chương cao thứ hai của Quân đội Mỹ, ông cũng nhận được huy chương cao thứ hai của Quân đội Mỹ về tinh thần anh hùng, cũng như Silver Star với Oak Leaf Cluster và Purple Heart.

## Học vấn
Haig học Trường dự bị St. Joseph ở Philadelphia và tốt nghiệp tại Trường Trung học Lower Merion ở Ardmore, Pennsylvania. Sau đó ông học tại Đại học Notre Dame trong một năm trước khi chuyển qua học và tốt nghiệp tại West Point năm 1947. Ông đã học quản trị kinh doanh tại Columbia Business School năm 1954 và 1955. Ông nhận được bằng cao học quan hệ quốc tế tại Đại học Georgetown năm 1961 nơi luận văn của ông tập trung vào vai trò của sĩ quan quân đội trong việc hoạch định chính sách quốc gia.